# Ajoy Kar
Ajoy Kar (Bengalisch: অজয় কর, Ajaẏ Kar; * 27. März 1914 in Kolkata, Westbengalen; † 25. Januar 1985 ebenda) war ein indischer Filmregisseur des bengalischen Films.
Er begann Anfang der 1940er Jahre als Kameramann. Sein Regiedebüt hatte er 1949 mit Bamuner Meye. Kar drehte erfolgreiche Unterhaltungsfilme, sowohl Komödien als auch Dramen, häufig mit Uttam Kumar, Suchitra Sen, Chhabi Biswas und Utpal Dutt in Hauptrollen. Zu seinen bekanntesten Filmen gehören: Saptapadi (1961) – war beim Internationalen Filmfestival Moskau für den Grand Prix nominiert, Harano Sur (1957), Shyamali (1956), Saat Pake Bandha (1963) und die Verfilmung von Sharat Chandra Chattopadhyays Parineeta (1969).